# ديفيد أ. سامبسون
ديفيد أ. سامبسون (بالإنجليزية: David A. Sampson)‏ هو كاهن ورئيس تنفيذي أمريكي، ولد في 2 يوليو 1957.